# Mouvement des socialistes démocrates
Ne doit pas être confondu avec Mouvement des démocrates socialistes.
Le Mouvement des socialistes démocrates (en grec : Κίνημα Δημοκρατών Σοσιαλιστών / Kínima Dimokratón Sosialistón, souvent abrégé en Κίνημα / Kínima, « Mouvement ») est un parti politique grec de centre gauche fondé le 3 janvier 2015 par Giórgos Papandréou comme une dissidence du PASOK, moins de trois semaines avant les élections législatives du 25 janvier 2015.
À sa fondation, il dispose de cinq députés à la Vouli. Il perd tous ses élus lors du scrutin législatif, ayant échoué à franchir le seuil des 3 % des voix nécessaire pour faire élire des députés au parlement.

## Résultats électoraux

### Élections parlementaires
| Année   | Voix                                                     | %                                                        | Sièges                                                   | Rang                                                     | Gouvernement                                             |
| ------- | -------------------------------------------------------- | -------------------------------------------------------- | -------------------------------------------------------- | -------------------------------------------------------- | -------------------------------------------------------- |
| 01/2015 | 152 230                                                  | 2,5 %                                                    | 0 / 300                                                  | 8e                                                       | Extra-parlementaire                                      |
| 09/2015 | Le parti ne participe pas pour des raisons économiques,. | Le parti ne participe pas pour des raisons économiques,. | Le parti ne participe pas pour des raisons économiques,. | Le parti ne participe pas pour des raisons économiques,. | Le parti ne participe pas pour des raisons économiques,. |
| 2019    | 457 519                                                  | 8,1 %                                                    | 2 / 300                                                  | 3e                                                       | Opposition                                               |
| 05/2023 | 676 166                                                  | 11,5 %                                                   | 1 / 300                                                  | 3e                                                       |                                                          |
| 06/2023 | 617 059                                                  | 11,85                                                    | 1 / 300                                                  | 3e                                                       | Opposition                                               |